# Visoki predstavnik Evropske unije za zunanje zadeve in varnostno politiko
Visoki predstavnik EU za zunanje zadeve in varnostno politiko (angleško: The High Representative of the Union for Foreign Affairs and Security Policy) je glavni predstavnik Evropske unije na področju zunanjih zadev in varnostne politike.

## Seznam
| #                                                                                                  | Slika                                                                                    | Ime                                                                                      | Mandatno obdobje                                                                         | Mandatno obdobje                                                                         | Evropska stranka/skupina                                                                 | Izvorna država                                                                           | Predsednik Evropske komisije                                                             | Sklic |
| #                                                                                                  | Slika                                                                                    | Ime                                                                                      | Začetek                                                                                  | Konec                                                                                    | Evropska stranka/skupina                                                                 | Izvorna država                                                                           | Predsednik Evropske komisije                                                             | Sklic |
| Visoki predstavnik za skupno zunanjo in varnostno politiko - generalni sekretar Sveta EU           | Visoki predstavnik za skupno zunanjo in varnostno politiko - generalni sekretar Sveta EU | Visoki predstavnik za skupno zunanjo in varnostno politiko - generalni sekretar Sveta EU | Visoki predstavnik za skupno zunanjo in varnostno politiko - generalni sekretar Sveta EU | Visoki predstavnik za skupno zunanjo in varnostno politiko - generalni sekretar Sveta EU | Visoki predstavnik za skupno zunanjo in varnostno politiko - generalni sekretar Sveta EU | Visoki predstavnik za skupno zunanjo in varnostno politiko - generalni sekretar Sveta EU | Visoki predstavnik za skupno zunanjo in varnostno politiko - generalni sekretar Sveta EU |       |
| -------------------------------------------------------------------------------------------------- | ---------------------------------------------------------------------------------------- | ---------------------------------------------------------------------------------------- | ---------------------------------------------------------------------------------------- | ---------------------------------------------------------------------------------------- | ---------------------------------------------------------------------------------------- | ---------------------------------------------------------------------------------------- | ---------------------------------------------------------------------------------------- | ----- |
| -                                                                                                  |                                                                                          | Jürgen Trumpf                                                                            | 1. maj 1999                                                                              | 18. oktober 1999                                                                         | neodvisen                                                                                | Nemčija                                                                                  |                                                                                          |       |
| -                                                                                                  |                                                                                          | Javier Solana                                                                            | 18. oktober 1999                                                                         | 1. december 2009                                                                         | Stranka evropskih socialistov                                                            | Španija                                                                                  | Romano Prodi                                                                             |       |
| -                                                                                                  | José Manuel Barroso                                                                      | Javier Solana                                                                            | 18. oktober 1999                                                                         | 1. december 2009                                                                         | Stranka evropskih socialistov                                                            | Španija                                                                                  |                                                                                          |       |
| Visoki predstavnik Unije za zunanje zadeve in varnostno politiko - podpredsednik Evropske komisije |                                                                                          |                                                                                          |                                                                                          |                                                                                          |                                                                                          |                                                                                          |                                                                                          |       |
| 1.                                                                                                 |                                                                                          | Catherine Ashton                                                                         | 1. december 2009                                                                         | 1. november 2014                                                                         | Stranka evropskih socialistov                                                            | Združeno kraljestvo                                                                      | José Manuel Barroso                                                                      | [ 2 ] |
| 2.                                                                                                 |                                                                                          | Federica Mogherini                                                                       | 1. november 2014                                                                         | 30. november 2019                                                                        | Stranka evropskih socialistov                                                            | Italija                                                                                  | Jean-Claude Juncker                                                                      | [ 3 ] |
| 3.                                                                                                 |                                                                                          | Josep Borrell                                                                            | 1. december 2019                                                                         | 30. november 2024                                                                        | Stranka evropskih socialistov                                                            | Španija                                                                                  | Ursula von der Leyen                                                                     | [ 4 ] |
| |                                                                                          | Kaja Kallas                                                                              | 1. december 2024                                                                         |                                                                                          | Prenovimo Evropo                                                                         | Estonija                                                                                 | Ursula von der Leyen                                                                     |       |